# Nichita Stănescu
Nichita Stănescu (31. března 1933 Ploješť – 13. prosince 1983 Bukurešť) byl rumunský básník.
Jeho matka byla Ruska původem z Voroněže, která uprchla z Ruska do Rumunska a provdala se zde v roce 1931. Dokončil střední školu v Ploješti, poté studoval rumunštinu a rumunskou literaturu na Bukurešťské univerzitě, absolvoval v roce 1957. Literárně debutoval v literárním časopise Tribuna. Později byl přispěvatelem a redaktorem časopisů Gazeta Literară, România Literară a Luceafărul. Jeho debutem byla kniha poezie Sensul iubirii (Cíl lásky). V roce 1975 mu byla udělena Herderova cena. Posledním svazkem poezie vydaným za jeho života byl Noduri şi semne (Uzly a znamení), publikovaný v roce 1982. Byl znám jako silný piják alkoholu.